# Praha-Výtoň (železniční zastávka)
Praha-Výtoň je plánovaná železniční zastávka v Praze na Výtoni, která má částečně nahradit stanici Praha-Vyšehrad, která neslouží pro nástup a výstup cestujících. Výstavba zastávky souvisí s přestavbou blízkého železničního mostu a rozšířením kapacity trati na tři koleje místo stávajících dvou. 

## Historie
Pražští radní v dubnu 2013 schválili změnu územního plánu, která počítala s rozšířením tratě mezi Smíchovem a Hlavním nádražím. Součástí byla i nová zastávka částečně nahrazující nádraží Vyšehrad, u něhož podle náměstka primátora Tomáše Hudečka neexistovala možnost znovuuvedení do provozu.
V roce 2018 byla Institutem plánování a rozvoje výstavba zastávky Praha-Výtoň uvedena jako jedna z podmínek rozvoje městské železniční dopravy v Praze. Zastávkou měla být kromě stávajících příměstských linek vedena i nově plánovaná linka S61.
V roce 2019 stavbu zastávky potvrdil náměstek primátora pro dopravu Adam Scheinherr. Mluvčí SŽDC Marek Illiaš oznámil předpokládané zahájení výstavby kolem roku 2022.
V roce 2022 zástupci Správy železnic představili návrh nového mostu vzešlý z architektonické soutěže. Návrh zahrnuje výstavbu železniční zastávky s návazností na hromadnou dopravu, zejména tramvaje. Celková přestavba by měla začít v roce 2026 a trvat dvacet měsíců.

## Kritika
Stavbu zastávky, stejně jako přestavbu železničního mostu, dlouhodobě kritizuje Národní památkový ústav.